# Нова Весь (Радзейовський повіт)
Нова Весь (пол. Nowa Wieś) — село в Польщі, у гміні Пйотркув-Куявський Радзейовського повіту Куявсько-Поморського воєводства.
Населення — 428 осіб (2011).
У 1975-1998 роках село належало до Влоцлавського воєводства.

## Демографія
Демографічна структура станом на 31 березня 2011 року:
|          | Загалом | Допрацездатний вік | Працездатний вік | Постпрацездатний вік |
| -------- | ------- | ------------------ | ---------------- | -------------------- |
| Чоловіки | 208     | 50                 | 129              | 29                   |
| Жінки    | 220     | 55                 | 115              | 50                   |
| Разом    | 428     | 105                | 244              | 79                   |